# Ada (orquídea)
Ada é um género botânico pertencente à família das orquídeas (Orchidaceae).

## Espécies
O gênero Ada possui 1 espécies reconhecidas atualmente.
- Ada pygmaea Pupulin, J. Valle & G. Merino